# Äventyrens skepp
Äventyrens skepp (eng. Down to the Sea in Ships) är en amerikansk långfilm från 1949 i regi av Henry Hathaway, med Richard Widmark, Lionel Barrymore, Dean Stockwell och Cecil Kellaway i rollerna. Filmen är en nyinspelning av stumfilmen Valfångaren (1922).

## Handling
Kapten Bering Joy (Lionel Barrymore) är en fruktad kapten på en valfångare. Hans sonson Jed Joy (Dean Stockwell) ansluter sig till besättningen och börjar ty sig till förste styrman Dan Lunceford (Richard Widmark). Kapten Joy anser att Lunceford tillhör en ny typ av veka män som inte passar i det hårda livet som valfångare, men han ändrar sig efter att Lunceford räddar hans liv.

## Rollista
| Richard Widmark  | – Dan Lunceford     |
| Lionel Barrymore | – Kapten Bering Joy |
| Dean Stockwell   | – Jed Joy           |
| Cecil Kellaway   | – Slush Tubbs       |
| Gene Lockhart    | – Andrew L. Bush    |
| Berry Kroeger    | – Manchester        |
| John McIntire    | – Thatch            |
| Harry Morgan     | – Britton           |
| Harry Davenport  | – Benjamin Harris   |
| Paul Harvey      | – Capt. John Briggs |